# Парламентские выборы в Швейцарии (1860)
Парламентские выборы в Швейцарии проходили 28 октября 1860 года. Радикально-левая партия осталась крупнейшей парламентской партией, сохранив 64 из 120 мест Национального совета.

## Избирательная система
120 депутатов Национального совета избирались в 49 одно-и многомандатных округах. Распределение мандатов было пропорционально населению: одно место парламента на 20 тыс. граждан. 
Голосование проводилось по системе в три тура. В первом и втором туре для избрания кандидат должен был набрать абсолютное большинство голосов, в третьем туре достаточно было простого большинства. Каждый последующий тур проводился после исключения кандидата, набравшего наименьшее число голосов. В шести кантонах (Аппенцелль-Иннерроден, Аппенцелль-Аусерроден, Гларус, Нидвальден, Обвальден и Ури) члены Национального совета избирались кантональными советами.
В кантоне Шаффхаузен было введено обязательное голосование, в результате чего явка там составила 86,4 % при средней явке по стране 46,5 %.

## Результаты

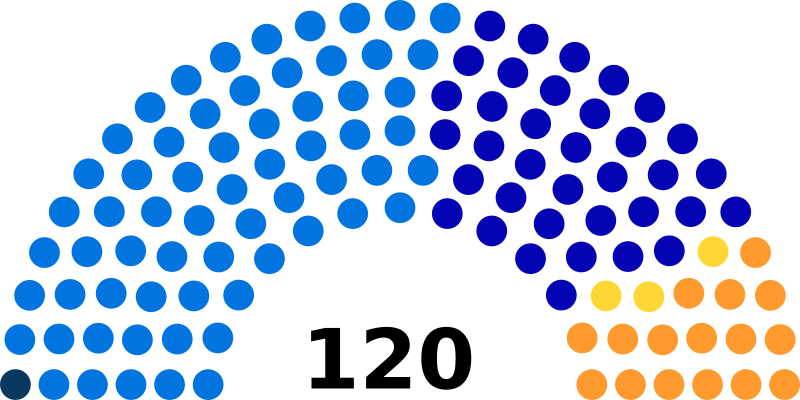
Распределение мест в Национальном совете (1860).

|  | Партия                               | Голосов | %    | Мест | +/– |
|  | Радикально-левые                     |         | 48,2 | 64   | –26 |
|  | Либеральные центристы                |         | 21,6 | 37   | +22 |
|  | Католические правые                  |         | 21,2 | 15   | –5  |
|  | Правые евангелисты                   |         | 4.,0 | 3    | –2  |
|  | Левые демократы                      |         | 2,9  | 1    | +1  |
|  | Независимые                          |         | 2,1  | 0    |     |
|  | Всего                                | 265 730 | 100  | 120  | 0   |
|  | Зарегистрированных избирателей/ Явка | 541 670 | 49,1 | –    | –   |
|  | Источник: BFS                        |         |      |      |     |